# Bulbophyllum nocturnum
Bulbophyllum nocturnum is een orchidee uit het geslacht Bulbophyllum. Bijzonderheid van deze orchidee is dat deze alleen gedurende de nacht bloeit in een bloei van 12 uur. De soort is ontdekt in Nieuw-Brittannië (Papoea-Nieuw-Guinea).
De plant leeft als epifyt met tot 15 centimeter lange wortelstokken. De bladeren meten 5-6 bij 2-3 centimeter. De bloem heeft drie geelgroene kelkbladen met rode vlekjes aan de basis en meet ongeveer 2,5 centimeter in doorsnede. De bloemblaadjes zijn klein en hebben eigenaardige grijsgroene draadvormige aanhangsels. Deze zijn tot 8 millimeter lang. De bloemen ruiken nauwelijks.